# Alsterdampfer
Alsterdàmpfer és el nom dels vaixells de transport de persones a l'Alster i els seus principals afluents a Hamburg a Alemanya. Fins al 1984 s'utilitzaven en línies regulars de la xarxa de transport públic d'Hamburg, coordenada per l'Hamburger Verkehrsverbund (HVV). En l'actualitat continuen el servei per a excursions turístiques i per a celebrar festes i altres esdeveniments socials.

## Història

### Origen de la paraula
Alsterdàmpfer significa vaixell de vapor de l'Alster. Des dels anys 1930 van ser reemplaçats per vaixells amb motor de combustió però el nom obsolet va quedar. Recentment es van afegir vaixells amb motor d'hidrogen i solar. El plural en alemany és Alsterdämpfer.

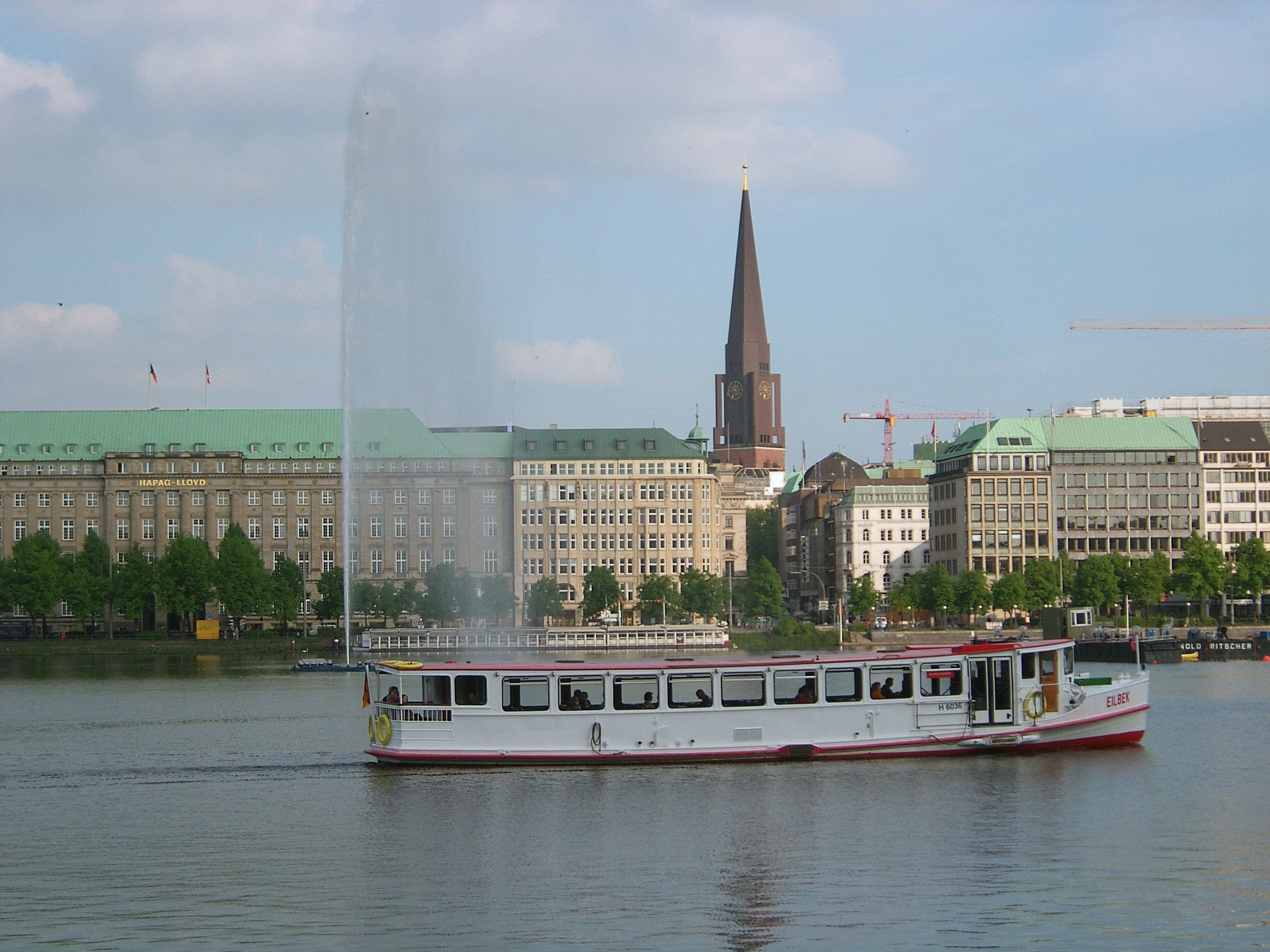
L'alsterdamper MS Eilbek al Binnenalster

### Inicis
El primer alsterdàmpfer va començar el servei el 15 de juny de 1857 i a l'inici del segle XX ja hi havia trenta vaixells. El 1911 van transportar onze millions de passatgers. Per la competició amb les tramvies i el metro, ambdós més ràpids, la seva popularitat va pansir. El 1930 només transportaven uns quatre milions de persones per any amb tres línies regulars que començaven totes al Jungfernstieg: la línia groga cap a Winterhude, la blava cap al carrer Mühlenkamp i la vermella cap a al barri d'Eilbek pel Wandse. Uns quants dels vaixells construïts entre 1935 i 1939, després de diverse modernitzacions, continuen el servei fins avui. Als anys 1920-30, l'estiu també hi havia extensions cap al llac del Stadtpark (parc municipal) i cap a Ohlsdorf. De 1939 a 1946, el servei regular va interrompre's per la penúria de combustible deguda a la Segona Guerra Mundial. Amb els quatre alsterdàmpfers que van sobreviure als bombardejos, el 1946 el servei regular va tornar. Els vaixells que durant el Tercer Reich havien obtingut noms de nazis prominents van ser rebatetjats amb noms més neutrals de rius, una tradició que queda fins avui, per exemple Grevenau, Mühlenau i Collau.

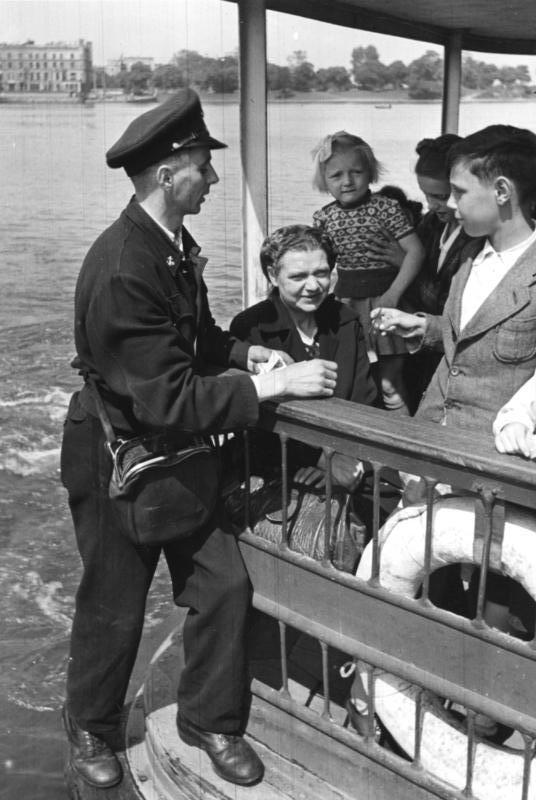
Un revisor controla els bitllets (1949)

### El postguerra
Des del 1952 la flota va enriquir-se de vaixells nous: el Goldbek i l'Eilbek i el 1956 el Rodenbek, que van ser els darreres construïts a Alemanya. Els següents van fabricar-se als Països Baixos, segons el model de les embarcacions d'excursió dels canals d'Amsterdam, una solució menys onerosa. Després de la creació de l'HVV el 1965 l'horari i les tarifes van integrar-se en la xarxa metropolitana de transport públic. Grans obres al moll d'embarcació principal del Jungfernstieg, per la construcció de la cruïlla subterrània del metro van influir negativament al nombre de passatgers dels transbordadors. Dels quasi dos milions el 1962 en quedavan només 1,5 milió a la fi de la dècada. El 1978 hi havia disset embarcacions per al transport d'1,4 milió de passatgers amb una velocitat commercial de 10,4 km/h.

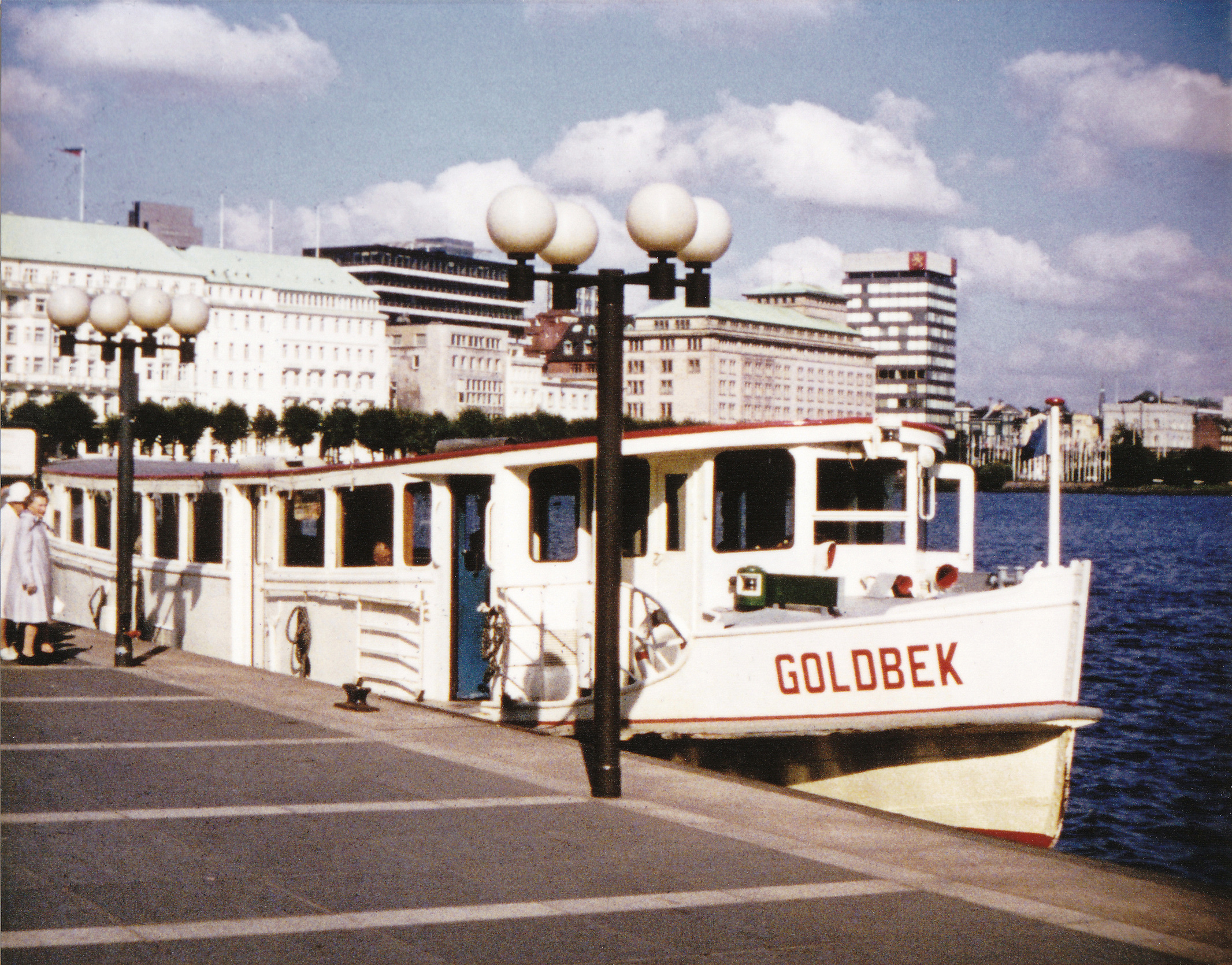
El Goldbek en fer la línia 52 el maig 1977

### Fi de les línies regulars i avenç del trànsit turístic
El 1956 s'instauren els primeres xàrters turístics. Nous vaixells van concebre's de manera a respondre a la demanda diferent de la del mer transport utilitari. La societat Hamburger Hochbahn creà una filial dedicada al transport excursionista, l'Alster-Touristik GmbH (ATG). Les pèrdues del transport fluvial regular ans al contrari van continuar creixent i el 7 de febrer de 1984 el govern d'Hamburg decidí sortir els Alsterdàmpfers de la xarxa de transport públic regular.

La flota existent a poc a poc va ser transformada per a respondre a les noves necessitats. El Goldbek esdevingué un vaixell-saló amb taules fixes amb una capacitat fins a 32 convidats en lloc dels 197 passatgers d'antany. Vaixells moderns, com l'Alstersonne (sol de l'Alster), amb propulsió  fotovoltaica i l'Alsterwasser (aigua de l'Alster, també una al·lusió a un còctel de cervesa molt popular al nord d'Alemanya) amb piles de combustible a l'hidrogen, van completar la flota. Un veritable vaixell de vapor, el Sankt Georg de 1876, històricament restaurat per l'associació Verein Alsterdampfschiffahrt, tornà com a museu viu al seu biòtop d'origen.

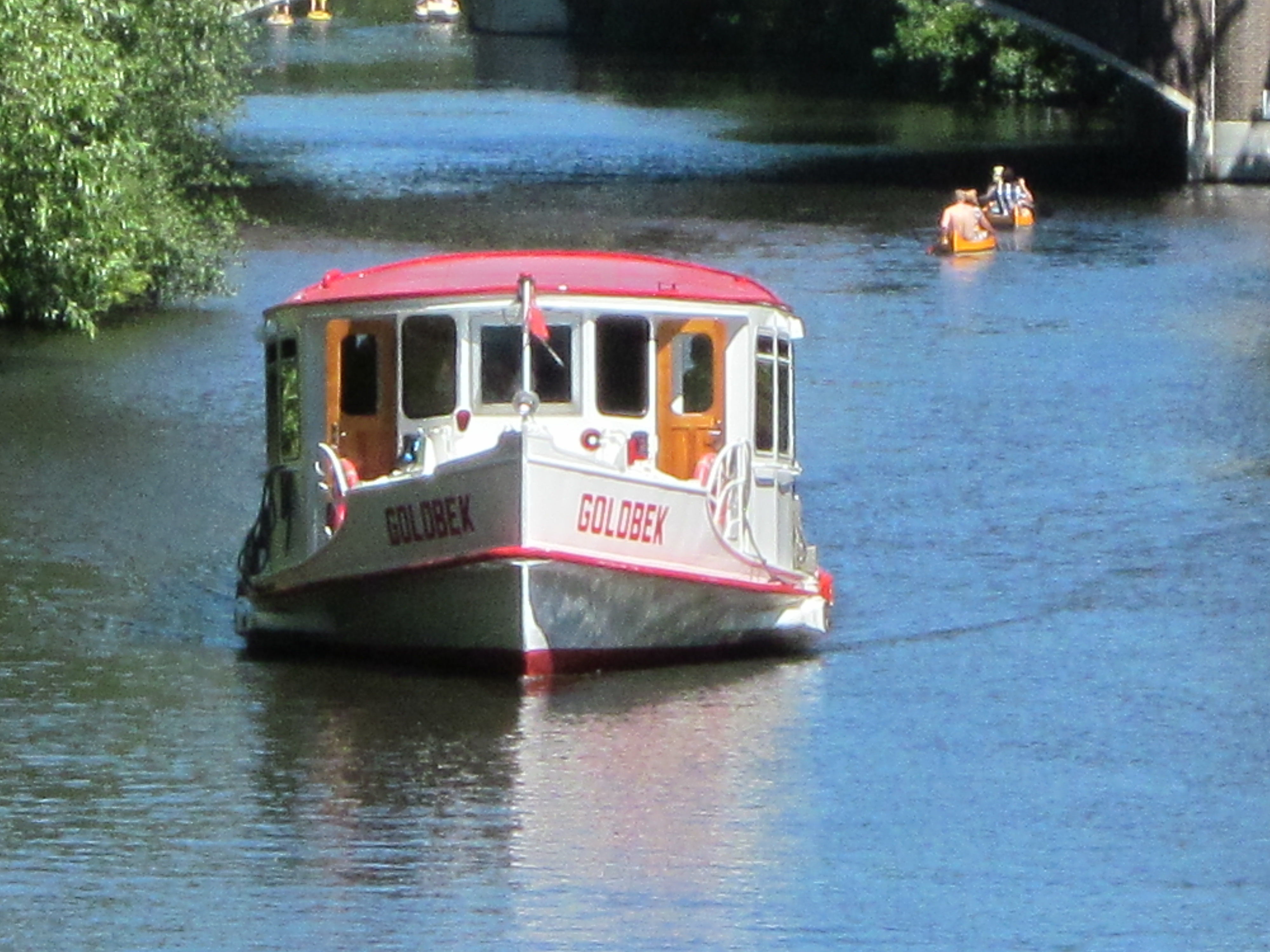
El «Goldbek» al Goldbek, el riu canalitzat que va donar-li el nom

D'abril a octubre, una línia circular permet als turistes durant un dia de visitar la ciutat segons la fórmula hop on, hop off i visitar uns dels monuments principals de la ciutat. Els caps de setmana una línia històrica amb el vaixell museu Aue connecta el Jungfernstieg amb el museu del Treball a Barmbek. S'organitzen també creuers més llunys, entre altres cap als Vier- i Marschlande, al port històric de l'Speicherstadt o projectes fets a mida. El 2013, al marc del projecte «salt enllà de l'Elba» o Sprung über die Elbe es va construir una nova resclosa al Canal Ernst August i es van pregonar el canal de desguàs del Rathauswettern per permetre excursions fins a la casa de la vila de Wilhelmsburg.

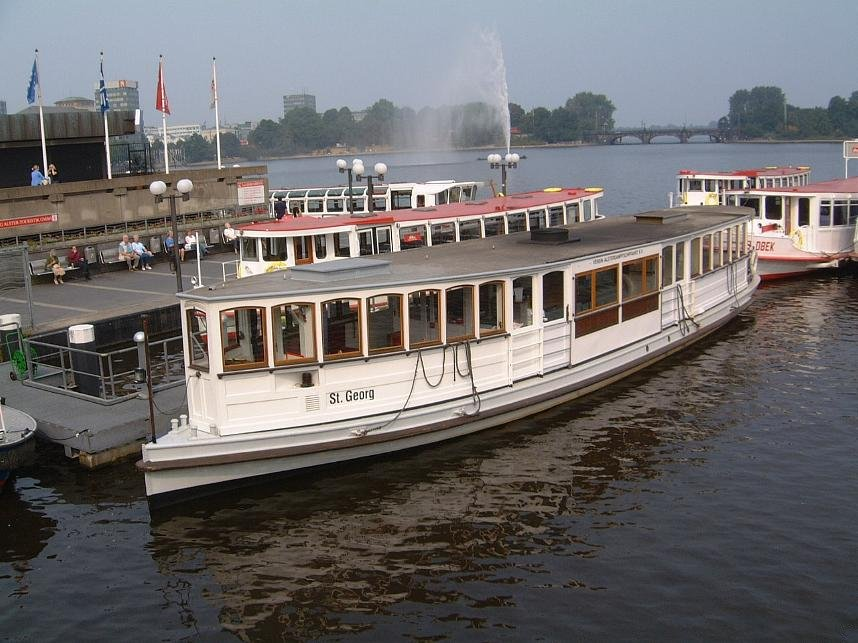
El vaixell de vapor museu «St. Georg»